# Буліш
Буліш (узб. Булиш, Bulish) — міське селище в Узбекистані, в Бірунійському районі Каракалпакстану.
Населення 4077 мешканців (2011). Статус міського селища з 2009 року.